# Myriopholis burii
Myriopholis burii — вид змій родини струнких сліпунів (Leptotyphlopidae). Ендемік Ємену. Вид названий на честь англійського натураліста Джорджа Ваймана Бері (1874-1920)

## Поширення і екологія
Myriopholis burii відомі з двох місцевостей, розташованих на південному заході Ємену. Ведуть риючий спосіб життя. Живляться личинками мурах, відкладають яйця.